# 54e parallèle sud
Pour les articles homonymes, voir 54e parallèle.
En géographie, le 54e parallèle sud est le parallèle joignant les points de la surface de la Terre dont la latitude est égale à 54° sud.

## Géographie

### Dimensions
Dans le système géodésique WGS 84, au niveau de 54° de latitude sud, un degré de longitude équivaut à 65,576 km ; la longueur totale du parallèle est donc de 23 607 km, soit environ 59 % de celle de l'équateur. Il en est distant de 5 986 km et du pôle Sud de 4 016 km,.

### Régions traversées
Le 54e parallèle sud passe au-dessus des océans sur près de 99 % de sa longueur ; il coupe cependant l'archipel de Terre de Feu, en particulier les îles Santa Inés, Clarence, Aracena, Dawson au Chili, ainsi que la grande île de la Terre de Feu au Chili et en Argentine. Il passe également au-dessus du nord-ouest de la Géorgie du Sud.

Le tableau ci-dessous résume les différentes zones traversées par le parallèle, d'ouest en est :
| Zone                                                                 | Début                | Fin                  | Longueur (km) |
| -------------------------------------------------------------------- | -------------------- | -------------------- | ------------- |
| Océans Atlantique, Indien et Pacifique                               | 54° 00′ S, 37° 27′ O | 54° 00′ S, 73° 09′ O | 21 266        |
| Archipel de Terre de Feu                                             | 54° 00′ S, 73° 09′ O | 54° 00′ S, 70° 05′ O | 201           |
| Grande île de la Terre de Feu                                        | 54° 00′ S, 70° 05′ O | 54° 00′ S, 67° 23′ O | 177           |
| Océan Atlantique                                                     | 54° 00′ S, 67° 23′ O | 54° 00′ S, 38° 15′ O | 1 910         |
| Archipel de Géorgie du Sud (îles Willis, île Bird et Géorgie du Sud) | 54° 00′ S, 38° 15′ O | 54° 00′ S, 37° 27′ O | 52            |